# Mały Rynek w Krakowie
Mały Rynek – plac w Krakowie, w dzielnicy I Stare Miasto, na Starym Mieście, regularny, prostokątny, wytyczony w wyniku lokacji Krakowa na wschód od Rynku Głównego jako rynek pomocniczy, na tyłach kościoła Mariackiego, ograniczony ulicą Mikołajską od północy i ulicą Sienną od południa. Ma powierzchnię ok. 0,33 ha (ok. 110m x 30m).

## Historia

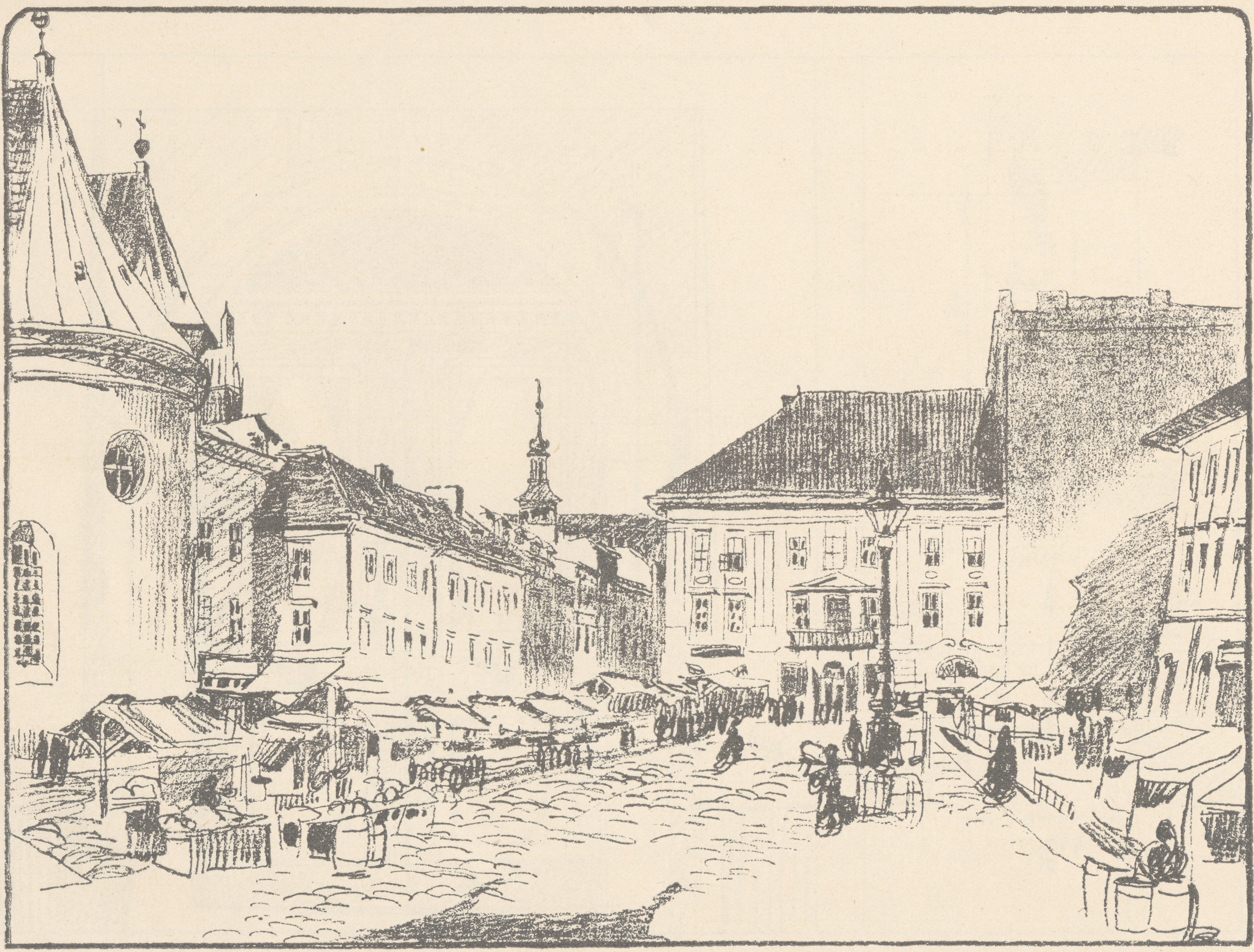
Mały Rynek na rysunku z 1908 r.

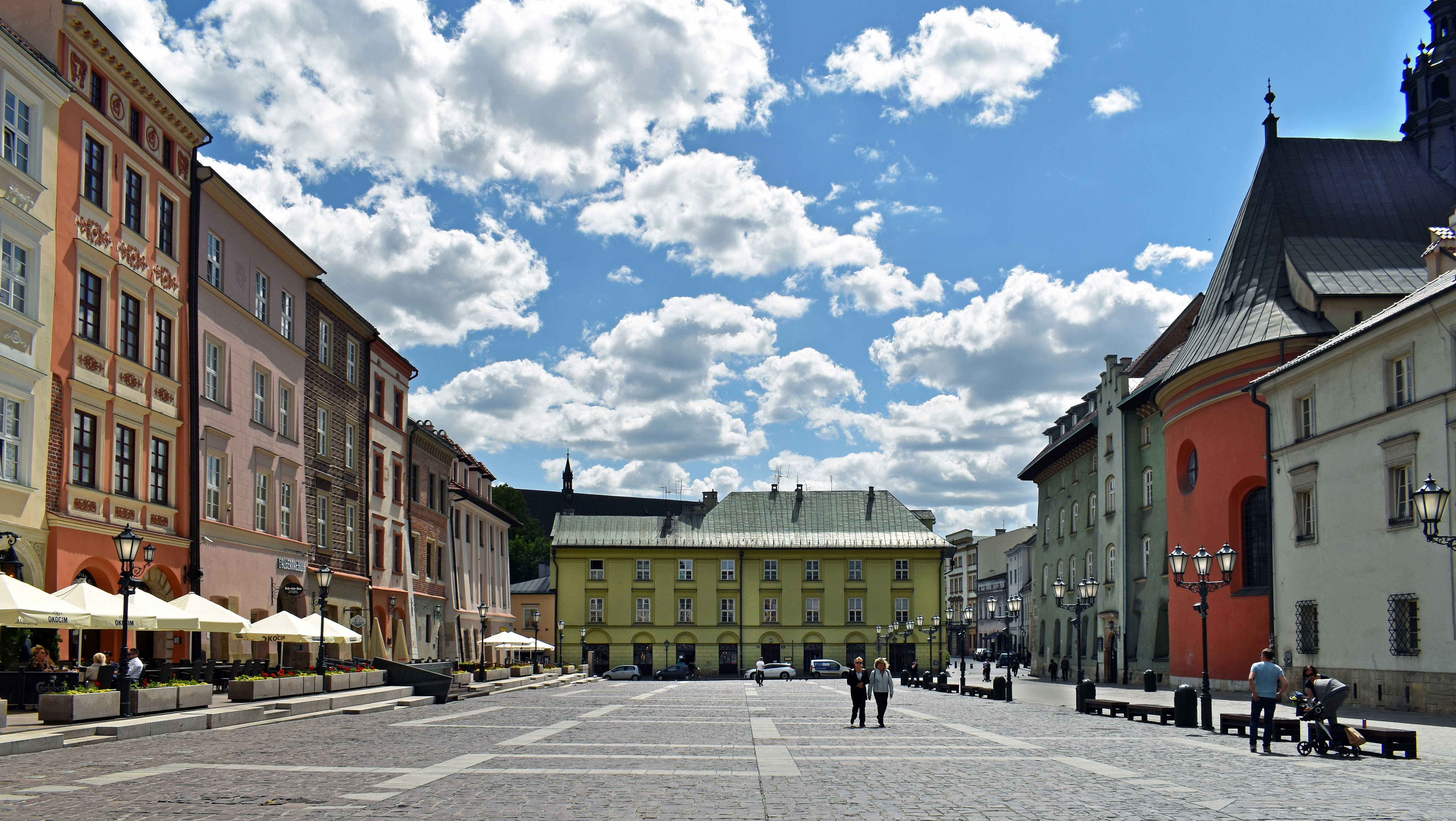
Mały Rynek, widok z północy.

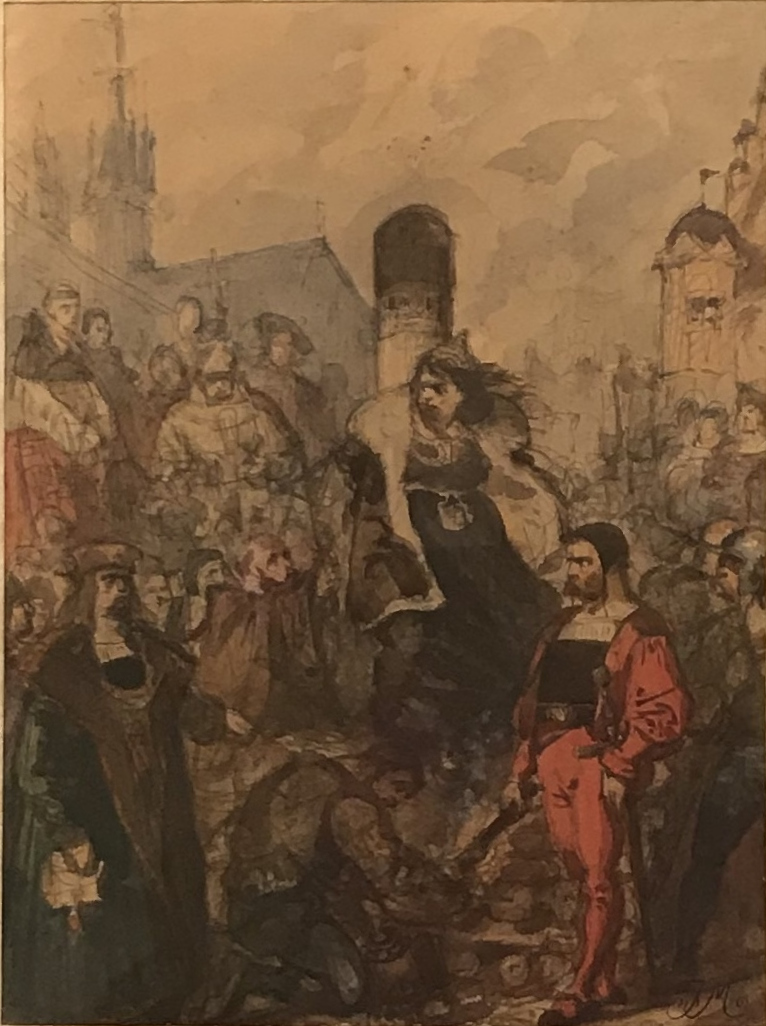
„Spalenie na stosie Katarzyny Malcherowej” (Weiglowej) – obraz Jana Matejki z 1859.

Nazywany niegdyś Forum antiquum (Starym Rynkiem), Wandetą, Tandetą, a w drugiej połowie XVIII w. Rynkiem Rzeźniczym. Na Małym Rynku handlowano mięsem, później także starzyzną (od XVI w.); znajdowały się na nim jatki rzeźnicze, a także kuchnia dla ubogich. Według informacji z roku 1626 jedna z jatek rzeźniczych znajdowała się w południowo-zachodniej części Małego Rynku, a druga – według notatki z 1646 – usytuowana była prawdopodobnie w pobliżu cmentarza kościoła Mariackiego. Ta druga jatka dotrwała do końca XVII w., kiedy to rozebrano ją, aby wznieść na jej miejscu Wikarówkę kościoła Mariackiego (została zburzona w 1931, a w 1932 wzniesiono tam nową wikarówkę). W roku 1785 jatki rzeźnicze zajmowały środek Małego Rynku, tworząc wydłużony prostokąt, którego dłuższy bok biegł ukośnie ku północnemu zachodowi, zbliżając się swoim narożnikiem do starej wikarówki. W roku 1797 zajmowały one już tylko teren w rejonie kościoła św. Barbary. Na przełomie XVIII i XIX w. drewniane jatki rzeźnicze były częściowo zbutwiałe i znajdowały się w ruinie. W takim stanie dotrwały do roku 1820, kiedy to zostały całkowicie rozebrane.
W południowej części Małego Rynku, u zbiegu ulic Stolarskiej i Siennej, znajdowała się niegdyś szkoła Panny Marii (Szkoła Archiprezbiterialna N.P. Marii). Budowla ta istniała już w XIII w., a jej fundatorem był prawdopodobnie Iwo Odrowąż. Szkoła Panny Marii wzniesiona została w stylu gotyckim. Był to budynek obszerny i okazały, o dwóch piętrach. Wchodziło się do niego od strony ul. Siennej. Po pewnym czasie zabudowania szkolne obwiedziono murem. Gmach szkoły Panny Marii w znacznym stopniu ograniczał teren i tworzył nieregularności przestrzenne w południowo-zachodniej części rynku, zwężając jednocześnie prześwit ul. Siennej. Stało się to przyczyną późniejszej jego zagłady. Już w ramach porządkowania układu komunikacyjnego Krakowa, na przełomie XVIII i XIX w. postanowiono umożliwić wozom konnym przejazd ul. Sienną w kierunku wschodnim, poprzez Mały Rynek, aż ku Nowej Bramie. Na przeszkodzie temu zamierzeniu stała szkoła Panny Marii. Władze austriackie wciągnęły ją zatem na listę obiektów przeznaczonych do wyburzenia. Ostateczną decyzję w tej kwestii podjął rząd Wolnego Miasta, nakazując ok. roku 1812 przystąpienie do prac wyburzeniowych.
Do ok. 1812 roku rynek zamykał budynek szkoły mariackiej, po jego zburzeniu i zlikwidowaniu jatek, plac uporządkowano tworząc targ owocowo-warzywny.
Na rynku znajdują się m.in.:
- kościół św. Barbary
- XIV-wieczna kamienica (nr 7) zamieszkiwana kiedyś przez altarystów, potem penitencjarzy mariackich. Kamienica posiada dziedziniec z drewnianymi krużgankami z XVII wieku i późnobarokową fasadę z XVIII wieku.
- kamienica Szoberowska (nr 6) - miejsce w którym w 1661 wydrukowano pierwszą w Polsce gazetę "Merkuriusz Polski"; w domu tym mieszkał w dzieciństwie Bronisław Malinowski[4].
- kamienica Lamellich
- gotycka kamienica Fritscha (nr 1, przebudowana w stylu barokowym).

Do 2007 płyta Małego Rynku służyła przede wszystkim jako parking samochodowy oraz postój taxi, jednak z okazji 750-lecia lokacji Miasta Krakowa postanowiono go całkowicie zmodernizować, nadając mu dzisiejszy charakter – przywrócono zabytkowy bruk, latarnie, ławki, wybudowano iluminowaną fontannę i ograniczono ruch samochodowy do minimum. Mały Rynek stał się miejscem wspomagającym Rynek Główny w organizacji występów artystycznych, ekspozycji i obchodów różnych wydarzeń.
W 1539 na Małym Rynku za odejście od wiary katolickiej została spalona na stosie 80-letnia Katarzyna Weiglowa.
Mały Rynek znajduje się na trasie Małopolskiej Drogi św. Jakuba z Sandomierza do Tyńca.